# Scheich-Said-Aufstand
Der Scheich-Said-Aufstand (kurdisch Serhildana Şêx Seîdê Pîranî, türkisch Şeyh Said İsyanı) war ein Aufstand in Südostanatolien im Jahre 1925. Das Hauptziel der Anführer des Aufstandes, darunter Scheich Said und die kurdische Organisation Azadi, war die Gründung eines unabhängigen Kurdistans. Um eine breite Masse – hauptsächlich sunnitische zazaische Stammesgruppen – zu mobilisieren, wurde jedoch vor allem auf religiöse Agitation gegen die Abschaffung des Kalifats gesetzt.
Mit einer darauf folgenden umfassenden Gegenoffensive wurde die Rebellion schließlich zerschlagen.

## Vorgeschichte
Die Vorbereitungen für den Aufstand begannen im Jahre 1924. In diesem Jahr wurde die religiöse Institution des Kalifats durch die Nationalversammlung abgeschafft. Ebenfalls in diesem Jahr wurden die kurdische und zazaische Sprache in der Öffentlichkeit verboten. Die Azadi-Organisation betrieb eine intensive Propaganda. Nach einer Meuterei von Kurden im 7. Armeekorps wurden große Teile der Azadi-Führung verhaftet. Scheich Said übernahm ab da die Führung.
Da die türkische Regierung die lokale kurdische Bevölkerung in der Mosul-Frage hinter sich wissen wollte, war sie bereit, ihnen einige ihrer Forderungen zu erfüllen, die einer Autonomie nahe kamen. Am 1. August 1924 wurde in Diyarbakır zwecks Bestimmung des Ausmaßes der Rechte der Kurden eine Konferenz abgehalten. Dort wurde ihnen eine Generalamnestie, Sonderzahlungen aus dem Budget, fünfjährige Steuerfreiheit sowie die Wiedereinführung der Schari'a-Gerichte zugesagt. Die Vertreter der kurdischen Bevölkerung willigten ein und versprachen im Gegenzug, die Türkei in der Mosul-Frage zu unterstützen. Bevor das Abkommen in der Großen Nationalversammlung der Türkei ratifiziert werden konnte, brach jedoch der Aufstand aus. Somit spielte der Aufstand in die Hände der Briten, da die Türkei einerseits ihre militärische Kapazität für die Beendigung des Aufstandes einsetzen musste und somit eine mögliche Intervention in den Nordirak unmöglich wurde.
Eine Mischung aus kurdischem Nationalismus und Islamismus war der Auslöser für den Aufstand der Kurden unter Scheich Said. Dieser hatte darüber hinaus Kontakte zu vielen wichtigen Kurdenführern der damaligen Zeit, so wie Alişer aus Koçgiri, Said Riza aus Tunceli, Simko Schikak aus Ostkurdistan und Mahmud Barzandschi aus Süleymania im Irak.

## Verlauf

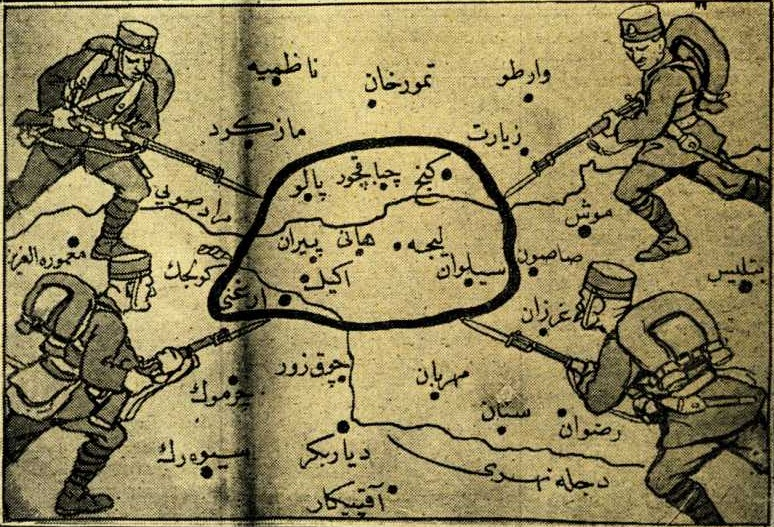
Türkische Soldaten umzingeln das aufständische Gebiet. Zeichnung aus der Cumhuriyet vom 30. März 1925.

Die Aufständischen eroberten nach und nach die umliegenden Städte. Am 17. Februar 1925 wurde der Gouverneur von Genç in der heutigen Provinz Bingöl gefangen genommen. Scheich Said eroberte Genç, Maden und Siverek und zog dann in Richtung Diyarbakır. Andere Einheiten eroberten Varto in der Provinz Muş und zogen dann zur Stadt Muş. Am 23. Februar wurde das Kriegsrecht verhängt. Am 24. Februar wurde Elazığ erobert. Wenige Tage später nahm Scheich Saids Bruder Ebdurrehîm die Stadt Çermik ein und erhielt hier Verstärkung durch Scheich Eyûb mit Männern aus dem Distrikt Siverek. Gemeinsam eroberten sie Ergani.
Am 25. Februar erließ die Regierung das „Gesetz zur Festigung der Ordnung“ (Takrir-i Sükûn Kanunu) mit außergewöhnlichen Machtbefugnissen für die Regierung. Am 27. Februar startete die türkische Armee Luftangriffe und eine große Bodenoffensive; insgesamt wurden schließlich 50.000 gut ausgerüstete türkische Soldaten aufgeboten. Der Aufstand konnte gegen die türkische Armee aufgrund fehlender schwerer Waffen nicht lange bestehen. Am 27. April geriet Scheich Said mit 47 Mitkämpfern in seinem Hauptquartier in Genç in Gefangenschaft und wurde durch ein türkisches Unabhängigkeitsgericht zum Tode verurteilt und am 29. Juni gehängt. Tausende weniger einflussreiche Kurden wurden ohne Gerichtsverfahren getötet und die Bevölkerung ganzer Distrikte wurde deportiert.
Auf Seiten des türkischen Staates kämpften auch drei alevitische Kurdenstämme der Xormek, Haydaran und der Lolan gegen den Aufstand. Hintergrund waren alte Stammesrivalitäten mit dem sunnitischen Stamm der Cibran, die auf Seiten der Aufständischen kämpften. Diese Stämme verhinderten die Einnahme Erzincans und Erzurums.
Nach dem Aufstand wurden tausende Kurden in den westlichen Teil der Türkei vertrieben. Kleine Verbände, die entkommen konnten, setzten den Kampf als Guerilla fort. Diese Aktivitäten dauerten bis 1927 an.